# Llebre dels matolls
La llebre dels matolls (Lepus saxatilis) és una espècie de llebre que viu a Sud-àfrica, parts de l'Àfrica central i Namíbia. Viu a entre 1.000 i 2.000 metres per sobre el nivell del mar. El pelatge de l'esquena és gris i negre, mentre que el del ventre és blanc. Té una cua blanca i negra, amb un pelatge més clar al voltant de la cara. La seva mida va de 45 a 65 cm, mentre que el seu pes és d'entre 1,5 i 4,5 kg. Les femelles solen ser més grans que els mascles.